# NGC 6858
NGC 6858 ist ein Asterismus im Sternbild Aquila. Er wurde am 29. Juli 1829 von John Herschel bei einer Beobachtung mit einem 18-Zoll-Spiegelteleskop entdeckt.